# Let’s go!

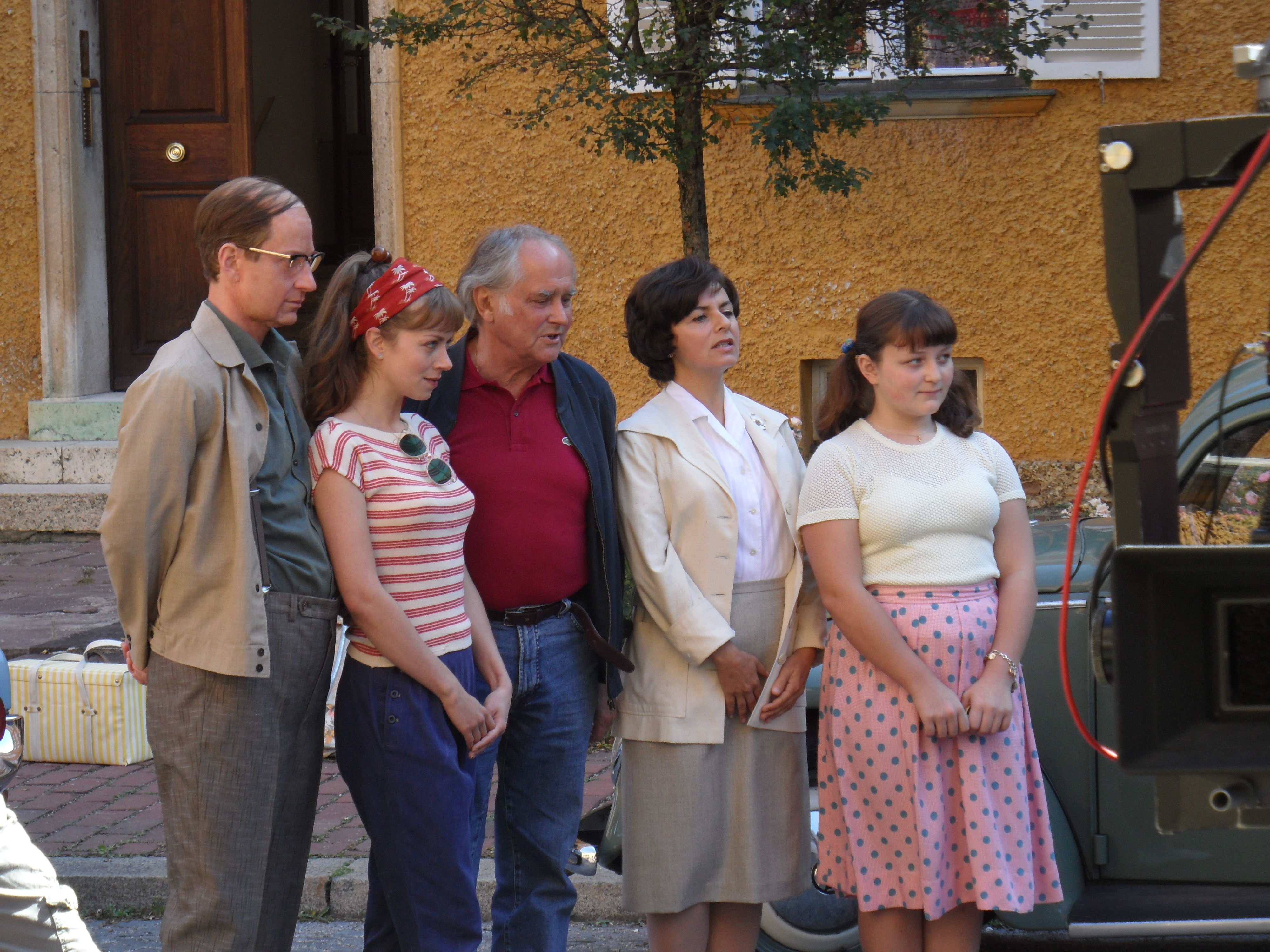
Maxim Mehmet, Alice Dwyer, Michael Verhoeven, Naomi Krauss und Deborah Kios bei den Dreharbeiten

Let’s go! ist ein deutscher Fernsehfilm von Michael Verhoeven aus dem Jahr 2014. Er erzählt die Lebensgeschichte von Laura Waco, die im Nachkriegsdeutschland in der Borstei, einem Wohnhausviertel in München aufgewachsen ist.

## Handlung
Die 21-jährige Laura kehrt aus den USA in ihre Heimat München zurück, weil ihr Vater und ihre Schwester Friede einen Autounfall hatten. Ihr Vater starb bei dem Unfall, ihre Schwester liegt mit geringen Heilungsaussichten im Koma. Laura erinnert sich an viele Momente ihres Lebens und setzt sich damit auseinander, dass ihre Mutter immer noch nicht in der Lage ist, sie zu umarmen.
Sie versucht ihre jüdischen Wurzeln zu ergründen. Mehrfach besucht sie Friede im Krankenhaus und nähert sich ihrer Mutter an. In Rückblenden wird ihr Leben in Deutschland erzählt, bevor sie im Erwachsenenalter nach Amerika auswanderte.
Laura wird als Kind von zwei jüdischen KZ-Überlebenden geboren. Sie wächst zunächst in Freising auf, dort betreiben die Eltern ein Gasthaus, welches sie in der bayerischen Tradition führen, ohne koscheres Essen anzubieten. Sie biedern sich der Landbevölkerung an.
Später ziehen sie in das Münchner Wohnviertel Borstei, welches direkt an der Dachauer Straße liegt. Dort bekommt sie zum ersten Mal mit, dass ihre Eltern jüdisch sind. Mit der Amerikanerin Lucy schließt sie eine ungewöhnliche Freundschaft. Diese wird von einem GI verprügelt, als sie ihre nackte Oberweite den männlichen Anwohnern des Viertels präsentiert.
In dem jüdischen Nachbarsjungen findet sie ihre Jugendliebe, bis dieser in die USA auswandert. Bei einem Italienurlaub lernt sie den 39-jährigen Thomas Kordt, eine weitere Liebe, kennen. Gegen diese Verbindung ist jedoch ihr Vater, so dass es zu keiner Hochzeit der beiden kommt.
Immer wieder kommt es auch zu Gewalttätigkeiten im Film, so schlägt ihr Vater sie mehrmals. Auch im Italienurlaub rutscht ihm die Hand aus, als Laura ihre Mutter kritisiert, als diese in ihrer unvorteilhaften Figur einen Bikini am Strand trägt. Sie begründet ihre schlechte Figur mit dem Aufenthalt im KZ. Worauf es zum Streit kommt, da Laura nie im Lager war und sie ihre Mutter deswegen kritisiert. Als Reaktion gibt ihr ihr Vater eine Ohrfeige. Sie gibt ihm zur Antwort, dass er sie nie wieder schlagen werde.
Laura erfährt erst durch ihre Tante Ida von den Gräueln, die im KZ passierten. Sie erzählt ihr, dass sie ihre Mutter aus einem Berg Leichen im KZ Bergen-Belsen gezogen hat. Dabei hielt Lauras Mutter ein totes Baby in den Armen. Sie hielt es so fest, dass Ida es ihr entreißen musste. Dies ist die Erklärung dafür, dass ihre Mutter sie nicht umarmen konnte. Erst bei der Beerdigung Friedes bittet ihre Mutter Laura um Verzeihung und die beiden umarmen sich.
Während des Films sagt ihr Vater mehrfach den Ausspruch „Let’s go“. Dies war der Satz, den ein US-Soldat ihrem Vater sagte, als er ihn aus dem KZ befreite. Mit der Befreiungsszene endet der Film.

## Hintergrund
Let’s go! wurde vom 30. Juli bis zum 19. September 2013 in München und Italien gedreht und am 10. Oktober 2014 bei Das Erste erstgesendet.

## Kritik
Tilmann P. Gangloff wertete für Kino.de: „Alice Dwyer ist eine wunderbare Besetzung für die erwachsene Laura, aber auch ihre Stellvertreterinnen in den Rückblenden sind treffend ausgesucht und großartig geführt. Nicht minder famos ist die Leistung von Maxim Mehmet als Lauras Vater.“ „Die eigentliche Erzählung des Films spielt sich jedoch im Hintergrund ab: Emotionaler roter Faden der Geschichte ist Lauras unbewusste Suche nach ihrer Identität.“ „Dem ernsten Thema zum Trotz gibt es immer wieder verblüffend heitere Momente, und der bewegende Epilog klärt schließlich darüber auf, warum ‚Let’s go!‘ Majers Lebensmotto geworden ist.“
Bei der SZ meinte Joachim Käppner: „In seinen guten Momenten erinnert Let's go! auf ergreifende Weise daran, dass die Sprachlosigkeit sich nicht nur auf der Täterseite wie ein erstickendes Gift auf die Familien legte, bis hin zur Rebellion der 68er, die Rechenschaft verlangte von der älteren Generation. Auch bei vielen Überlebenden gab es Geheimnisse und Tabus. Nie verarbeitete Traumata der Eltern wurden zur seelischen Belastung auch für die Kinder.“ Zeitweise „läuft der Film Gefahr, eher gut gemeint als gut gemacht zu sein. Jüdisches Leben erscheint dann beinahe als Karikatur, was auch daran liegt, dass nicht alle Schauspieler das jiddisch geprägte Deutsch vieler Überlebender aus Osteuropa wirklich glaubhaft wiedergeben.“
Rainer Tittelbach von tittelbach.tv kam zu dem Urteil: „Was schwerblütig beginnt, entwickelt sich zu einer etwas anderen bayerischen Sittengeschichte, bestimmt vom unschuldigen Blick der Nach-Holocaust-Generation, dem die Traumata der Elterngeneration nicht verborgen bleiben. Alice Dwyer ist das Stimmungsbarometer, das Bindeglied zwischen den Zeiten, ihr Blick bringt einem die Geschichte näher. Ihre Figur geht einen schmerzhaften Weg zur jüdischen Identität.“
Bei Der Tagesspiegel schrieb Joachim Huber: „Der Film ist nicht auf leichte Konsumierbarkeit angelegt. Kann er nicht, will er nicht. ‚Let’s go!‘ sucht in der Vergangenheit Gründe und Geschehnisse. Das geschieht in einem anspruchsvollen Drama mit Rückblicken und Seitenblicken. Der Zuschauer muss sich konzentrieren, dranbleiben, um über die Filmerzählung zu erfahren, was war, um zu wissen, was ist.“

## Auszeichnungen
2014 wurde Let’s go! beim Filmfest München in der Kategorie Neues Deutsches Fernsehen nominiert. 2015 erhielt er bei der Deutschen Akademie für Fernsehen den Preis für das beste Bühnenbild, das von Bettina Catharina Proske gestaltet wurde.